# Kaszpi farkas
A kaszpi farkas (Canis lupus campestris), a farkas (Canis lupus) egy eurázsiai alfaja.
A Kaszpi-tenger és a Fekete-tenger közötti régió lakója. Mára nagyon megritkult alfaj, a kihalás veszélye közvetlenül fenyegeti.